# 周兴书屋
周兴书屋，位于中国广东省湛江市湛江坡镇博立村，为湛江市的一个市、县级文物保护单位，类型为近现代重要史迹及代表性建筑，公布时间为1999年9月15日。
周兴书屋的历史年代为1912。